# Vieille Femme grotesque
Vieille femme grotesque, ou La Duchesse très laide, est un tableau du peintre flamand Quentin Metsys réalisé autour de 1513. Cette huile sur panneau est le portrait d'une vieille femme laide. Acquise de la collection d'Hugh Blaker, elle est conservée par la National Gallery, à Londres.

## Explication
Plusieurs explications ont été proposées pour ce portrait.
Quentin Metsys se serait inspiré d'un dessin de Léonard de Vinci.
D'autres prétendent que ce serait le portrait de Margarete Maultasch, comtesse du Tyrol, ou encore que ce portrait est celui d'une femme n'ayant jamais existé.
En 1989, une tout autre théorie, émise par le rhumatologue Jan Dequeker, voit le jour : cette femme serait en fait atteinte de la maladie de Paget. Ce serait donc le tableau de Quentin Metsys qui aurait inspiré le dessin de Léonard de Vinci, et non l'inverse.
Tableau ironique qui renvoie la vieille coquette à ses illusions: style du portrait des années 1430, mode du siècle passé. La dame a vieilli, perdu sa féminité et surtout ne s'en rend pas compte: elle tient à la main le bouton de rose des jeunes filles. Il repose sur son sein flétri. Elle est de la famille des Vieilles de Goya dans leurs robes blanches. On peut considérer  ce tableau comme une Vanité satirique.
Il formait autrefois un diptyque avec un portrait masculin désormais conservé dans une collection privée, mais dont une étude, le Portrait d'un vieillard, se trouve au musée Jacquemart-André, à Paris.

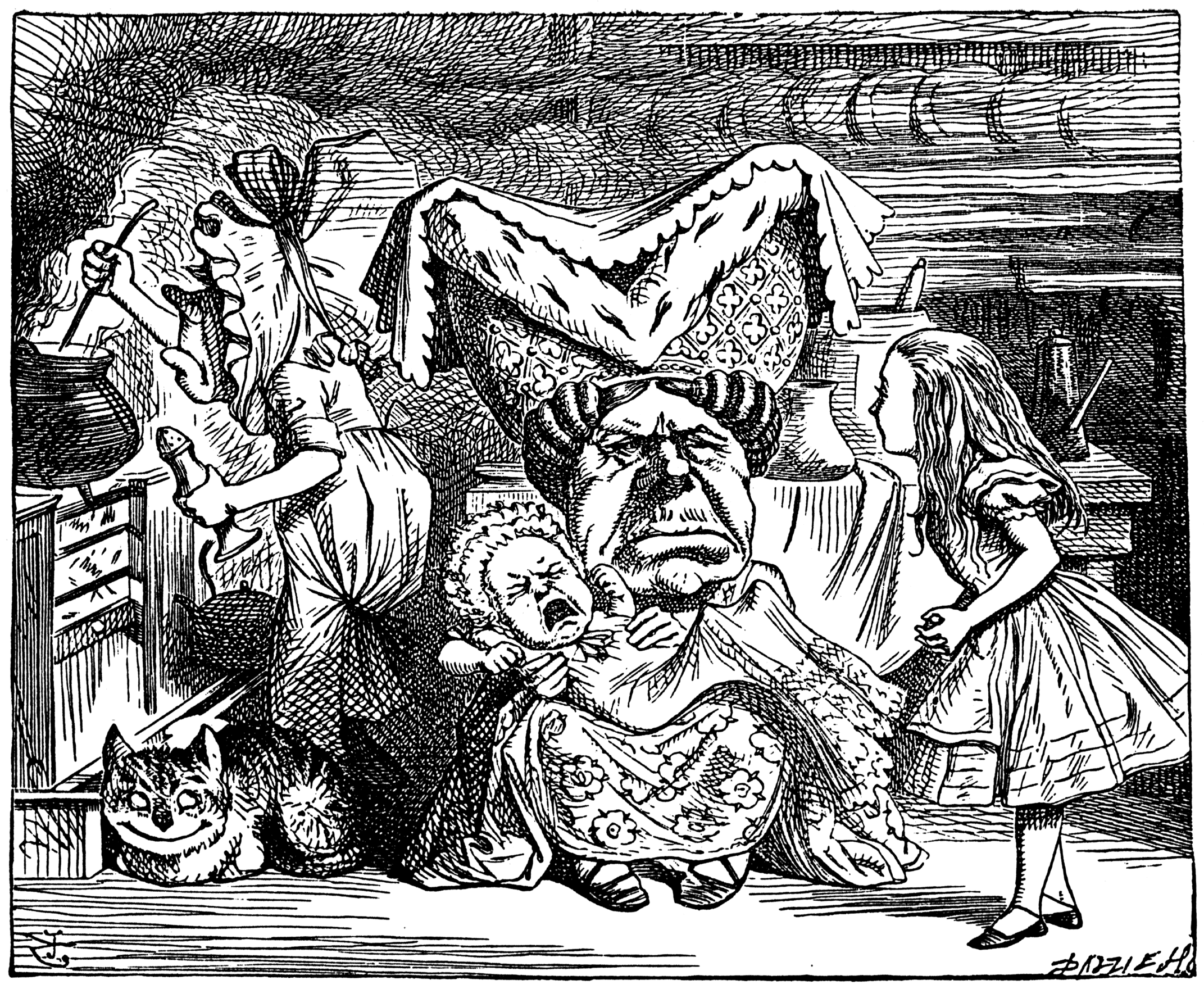
La Duchesse dans Alice au Pays des Merveilles par John Tenniel

## Héritage
Ce portrait a inspiré John Tenniel pour illustrer le personnage de la duchesse dans Alice au pays des merveilles de Lewis Carroll.

## Au cinéma
Dans le film Le Bal des vampires de Roman Polanski, il y a une copie de ce tableau, dans la galerie de portraits de famille, dans le château du comte von Krolock.
Dans le film Astérix : Le Secret de la potion magique, dans la scène du bain de Jules César, Tomcrus se met derrière Jules César, ce qui crée un effet d'optique rappelant ce tableau.